# Auckland Central

Granice okręgu w 2014 roku

Auckland Central to nowozelandzki okręg wyborczy, z którego pochodzi jeden członek Izby Reprezentantów. Jego obecną reprezentantką jest Nikki Kaye, członkini Nowozelandzkiej Partii Narodowej; została wybrana w 2008.
Auckland Central obejmuje centrum Auckland, przedmieścia Ponsonby, Grey Lynn, Westmere, St Mary's Bay, Newton i Eden Terrace z zachodniej strony miasta. Ze względu na lokalizację głównego portu promowego, do okręgu Auckland Central należą także wyspy Hauraki Gulf. W wyborach w 2008 Grafton zostało częścią okręgu Epsom, a Point Chevalier Mount Albert. Aby wyrównać te zmiany, przedmieście Newton została przeniesione z okręgu Mount Albert do Auckland Central.